# 雅羅斯拉夫爾公國

13世紀時的雅羅斯拉夫爾公國（在編號10下方）

雅羅斯拉夫爾公國（羅馬化：Yaroslavskoye knyazhestvo  ) 是羅斯公國之一，首府位於雅罗斯拉夫尔城邦。其存在時間為1218年到1463年（法律上直到1471年），之後被莫斯科大公国吞併。

## 歷史

### 建政
雅羅斯拉夫爾公國先是從弗拉基米尔-苏兹达尔大公國所分離出來的，在當時康斯坦丁·弗谢沃洛多维奇的兒子們是在他離世後分割掉其下領土。 弗謝沃羅德·康斯坦丁諾維奇繼承了位處伏爾加河兩岸及其支流的雅羅斯拉夫爾一帶領地——這些支流包括了莫洛加河 、育霍特河、伊赫拉合、 錫季河 、舍克斯納河和庫邊斯科耶湖。
在1238年時，蒙古人入侵基辅罗斯，洗劫了首府城邦。在1238年3月4日锡特河战役之中，弗謝沃羅德·康斯坦丁諾維奇陣亡且羅斯人被擊敗。結果，雅羅斯拉夫爾公國和所有東北羅斯領土步入「蒙古-韃靼枷鎖」的時代。
在1262年曾發起反抗蒙古納貢徵收者的起義，以所有當地的韃靼人被殺而告終。後前往金帐汗国談判的亚历山大·涅夫斯基，是阻止了對方採取報復性攻擊。

### 蒙古韃靼枷鎖時代
此後，弗謝沃羅德·康斯坦丁諾維奇的兒子們繼續在統治公國。瓦西里·弗謝沃洛多維奇從1238年到 1249年繼續掌權。他的兄弟康斯坦丁·弗謝沃洛多維奇在他身後接掌。 1257年7月3日，圖戈瓦戈拉戰役以俄羅斯人又一次失敗而告終，康斯坦丁·弗謝沃洛多維奇也在期間被殺。然後一眾王公決定接任統治者的應該是瓦西里的女婿：费多尔罗斯季斯拉维奇切尔尼，斯摩棱斯克統治者的兒子。他的第二任妻子是軍閥忙哥帖木儿的一個女兒安娜。
1332年時莫斯科的伊凡一世在可汗的命令下，焚毀了雅羅斯拉夫爾。然後他強迫王公瓦西里·大衛多維奇·格羅玆尼嫁給他的女兒葉芙多基婭。瓦西里試圖獨立，而採用了大親王頭銜並和特维尔結盟，但是被可汗命令要忠於莫斯科。
雅羅斯拉夫爾的最後一任大公是亞歷山大·費多羅維奇·布魯哈蒂，他被迫簽署協定將繼承權轉予伊凡三世 。在罗斯托夫公国出現後，它在14至15世紀消逝成為一個烏德爾屬地 ，並最終被莫斯科大公国吞併。

## 備註
1. ↑  . britannica.com.   [2022-09-06]. （原始内容存档于2022-11-13）.
2. ↑  Egorov 1996.
3. ↑  .   [2022-09-06]. （原始内容存档于2021-10-24）.
4. ↑  Great Soviet Encyclopedia (1978), vol. 30, p. 559